# المشاعر المؤيدة لباكستان
المشاعر المؤيدة لباكستان هو مصطلح يصف ولع وحب وتقدير جوانب الثقافة الباكستانية، والتاريخ الباكستاني، والمطبخ الباكستاني، والتقاليد الباكستانية والشعب الباكستاني. وقد ساهم الشتات الباكستاني في إبراز جوانب البلاد الثقافية في جميع أنحاء أوروبا والعالم الغربي.
مصلح مشابه وهو معاداة باكستان، والذي هو يعكس ظاهرة الخوف والنفور من الجوانب الاجتماعية والسياسية والعرقية المتعلقة في باكستان.
ظاهرة المشاعر المؤيدة لباكستان تظهر بشكل واضح بين شعب الروهينغيا والكشميري.